# East Stirlingshire Football Club
Maillots
Dernière mise à jour : 15 décembre 2023.
Le East Stirlingshire Football Club est un club écossais de football basé à Falkirk.
East Stirlingshire est considéré, outre-manche, comme l'un des pires clubs britanniques de tous les temps. En 2005, Jeff Connor, un écrivain, publie le livre Pointless, A Season With Britain's Football Team, relatant, avec humour et dérision, les difficultés que le club rencontre au sein des ligues écossaises.
Situé dans la même ville, East Stirlingshire est le principal rival du Falkirk Football Club.

## Historique
- 1881 : fondation du club
- 1932 : 1re participation au championnat de 1re division (1932/33)
- 2008 : fermeture du stade, Firs Park. Le club joue dorénavant à Ochilview Park (enceinte du Stenhousemuir Football Club) en attendant la construction d'un nouveau stade.
- 2016 : relégation en Lowland Football League (D5) après une défaite en barrage contre l'Edinburgh City Football Club.

## Palmarès
| Compétitions nationales |
| - Championnat d'Écosse de deuxième division (1) : - Champion : 1932. - Vice-champion : 1963. - Championnat d'Écosse de troisième division (1) : - Champion : 1948. - Vice-champion : 1924 et 1980. - Scottish Qualifying Cup (2) : - Vainqueur : 1889 et 2011. - Finaliste : 1896, 1898 et 2001. |

## Stades
- Vers 1882-1920 : Merchiston Park
- 1921-1964 : Firs Park (Falkirk)
- 1965-2008 : Firs Park (Falkirk)
- 2008-2018 : Ochilview Park (Stenhousemuir)
- 2018 : Falkirk Stadium (Falkirk)